# Tatort: Streifschuß
Streifschuß ist ein deutscher Fernsehkrimi des NDR und wurde am 24. August 1980 im Deutschen Fernsehen ausgestrahlt. Es ist die 115. Folge der Kriminalreihe Tatort und der erste Fall von Hauptkommissar Piper (Bernd Seebacher). Es ist außerdem der sechste Fall für Pipers Assistenten Henkel (Günther Heising), der zuvor in Hannover ermittelte. Piper und Henkel haben es mit der Erpressung einer Witwe durch einen Zuhälter und Einmischungen der Landespolitik des Stadtstaates Bremen in den Fall zu tun.

## Handlung
Professor Paul Redders kommt aus der Universität und fühlt sich nicht gut. Er steigt ins erstbeste Taxi, der Fahrer ist eigentlich nicht frei, weil er noch irgendwo Material abliefern muss, er nimmt Redders aber schließlich mit. Lukas, der Taxifahrer, hält am Hintereingang einer Rotlichtbar und liefert dort Porno-Kassetten ab. Sein Chef, der Barinhaber Imo Schwarz, und Lukas stellen kurz darauf fest, dass der im Wagen wartende Redders auf dem Rücksitz mittlerweile verstorben ist. Da Redders Theologie-Professor und zudem ein ranghoher Bremer Landespolitiker ist, beschließt Imo, die Leiche ins Haus zu bringen und anschließend Frau Redders anzurufen. Er berichtet ihr, dass ihr Mann tot ist und behauptet, dass dieser in seinem Etablissement verstorben sei. Er schickt Elvira und Anita, zwei seiner Angestellten, vor, die behaupten, er sei beim Liebesspiel mit ihnen verstorben. Frau Redders fühlt sich Imo gegenüber dankbar, weil dieser sich aufgrund der scheinbar peinlichen Situation diskret zeigt, er nimmt ihr ein paar hundert DM für die Mädchen ab. Gemeinsam mit ihrem befreundeten Hausarzt, der einen Herzinfarkt feststellt, bringt Frau Redders die Leiche ihres Mannes fort. Frau Redders vereinbart mit ihrem Hausarzt, dass es für das Umfeld so wirken soll, dass ihr Mann zu Hause am Schreibtisch verstorben sei, Imo fotografiert heimlich den Abtransport der Leiche aus seinem Etablissement.
Frau Redders bringt die Leiche nach Hause und erzählt ihren Kindern Christian und Franziska, dass ihr Vater während der Arbeit zu Hause verstorben sei. Schwarz schickt nach der Beerdigung seinen Komplizen Carlos zu Frau Redders, der sich als Journalist ausgibt. Er gibt an, einen Zeugen für den angeblich tödlichen Bordellbesuch zu haben, Schwarz wäre bereit, auszupacken und so eine Enthüllungsstory zu ermöglichen, dieser habe DM 50.000 gefordert. Frau Redders sucht Imo auf, dieser erklärt sich bereit, auf das Interview zu verzichten, wenn sie ihm die Summe zahlen würde. Frau Redders nimmt eine Hypothek auf ihr Haus auf und übergibt Imo das Geld Zug um Zug gegen die Fotos. Imo erfährt kurz darauf, dass sein ehemaliger Kontrahent Tanjos demnächst aus dem Gefängnis entlassen wird und ist besorgt, trotzdem setzt er die Erpressung von Frau Redders fort und behauptet, der angebliche Journalist habe den Preis auf DM 100.000 erhöht. Frau Redders versucht nunmehr, das Geld aufzutreiben. Ihr Sohn Christian bekommt das Gespräch mit, so dass Frau Redders ihm von den scheinbaren Umständen des Todes seines Vaters und von der Erpressung erzählt. Er lehnt ab, auf sein Erbe zu verzichten, weil er sich keinem Erpresser beugen will. Christian sucht Imo auf, auch der Kontrahent Tanjos ist bei der Begegnung zugegen. Anstatt das Geld zurückzubekommen, schlägt Imo Christian zusammen.
Nachdem Christian mit Blessuren nach Hause zurückkehrt, erzählt er seiner Freundin Margit Lamp von der Erpressung, diese erzählt es wiederum ihrem Vater, einem Senator und langjährigen Freund des verstorbenen Redders. Unterdessen kauft sich Christian eine Waffe und übt schießen. Senator Lamp sucht Polizeidirektor Gerres auf, dieser beauftragt seinen Beamten Holm, die Angelegenheit diskret zu regeln. Unterdessen gibt Frau Redders Imo Schwarz die von ihm geforderten DM 100.000. Lukas, der weiß, dass Imo Frau Redders erpresst, will von diesem Geld einen Anteil, weil er mittlerweile seine Taxi-Konzession verloren hat. Imo speist ihn mit ein wenig Geld ab. Holm sucht Imo auf und macht ihm klar, dass er von den Erpressungen weiß. Er fordert ihn auf, diese zu beenden, da Imo Österreicher ist, kann er jederzeit ausgewiesen werden, Imo sagt daraufhin zu, Frau Redders künftig in Ruhe zu lassen. Christian erfährt unterdessen von seiner Mutter, dass diese nochmal gezahlt und den gesamten Schmuck verkauft hat. Er ist davon überzeugt, dass sein Vater nicht bei Prostituierten war, er will die angeblichen Beweisfotos sehen, doch seine Mutter weigert sich. Christian sucht abends Imos Bordell auf und will das Geld von seiner Mutter zurückholen. Er schafft es, einen Teil des Geldes an sich zu nehmen, doch wird er von Tanjos beschossen, der sich in dem dadurch entstehenden Chaos Anita zurückholt. Christian wird von der herbeigerufenen Polizei festgenommen. Imo behauptet, dass Christian nicht geschossen und auch nichts gestohlen hat, Christian wird trotzdem mitgenommen. Kommissar Piper vernimmt am nächsten Tag Tanjos, dieser behauptet, Christian habe geschossen, er habe sich von Imo lediglich sein Mädchen zurückgeholt. Gegen Tanjos und seinen Gefährten wird Haftbefehl erlassen. Christian sagt daraufhin aus, dass die DM 3.800, die beim gefunden wurden, seine sind, er habe nicht geschossen.
Gerres unterrichtet Senator Lamp von den Vorfällen um dessen angehenden Schwiegersohn, der inzwischen triumphierend nach Hause geht. Piper sucht Imo im Krankenhaus auf, als er diesen zur Schießerei befragt, taucht auch Christian dort auf, Imo behauptet gegenüber Piper, dass Christian ein Kunde von ihm sei. Später sucht Christian Imo auf und fordert ihn nochmals auf, das Geld zurückzugeben. Dieser schickt ihn erneut weg und meint nur, es habe eine Vereinbarung auf höherer Ebene gegeben. Piper fragt seinen Vorgesetzten Gerres, was es mit der Angelegenheit auf sich hat, Imo hatte angedeutet, dass Piper wohl nicht gut genug informiert sei innerhalb des Polizeipräsidiums. Gerres versucht daraufhin, Piper an weiteren Ermittlungen zu hindern. Margit gesteht Christian, dass sie ihren Vater eingeschaltet hatte, dieser ist ungehalten, weil er gegen das Agreement mit dem Verbrecher Imo ist. Unterdessen macht Imo Lukas, der in Geldsorgen steckt, klar, dass die Erpressungen der Redders beendet sind. Lukas sucht daraufhin ohne Imos Wissen Frau Redders auf und fordert von ihr Geld, doch Frau Redders schickt ihn weg. Lukas sucht anschließend eine Zeitungsredaktion auf, um die Story zu verkaufen. Christian hat unterdessen die Fotos gefunden und lässt diese analysieren. Die Analyse ergibt, dass die Fotos zwar echt sind, Redders aber zum Zeitpunkt der Aufnahmen bereits tot war. Gerres und Holm erfahren vom Versuch Lukas’, die Story zu verkaufen und wollen Imo ermahnen, den sie dahinter wähnen. Dieser wird währenddessen von Christian aufgesucht, der ihn damit konfrontiert, dass sein Vater auf den Fotos nicht mehr bei Bewusstsein war. Er fordert nochmals das Geld zurück und droht ansonsten mit der Polizei, Imo willigt scheinbar ein.
Piper beschattet Imos Haus und beobachtet Holm, wie er zu Imo geht und ihm unterstellt, falschzuspielen. Wenn es noch einen Versuch gebe, die Angelegenheit Redders zu publizieren, werde er ausgewiesen. Imo wird es aufgrund der Gesamtsituation mit Christian, Lukas und Tanjos in Bremen zu heiß und er will freiwillig nach Österreich zurückkehren. Christian zeigt seiner Mutter die Fotos und sagt ihr, dass diese manipuliert wurden. Piper will von seinen Vorgesetzten wissen, was in dieser Angelegenheit gespielt wird, Gerres macht ihm klar, dass er sich nicht unbeliebt machen solle. Imo sucht Lukas auf und droht ihm, ihm alle Knochen zu brechen, falls dieser noch einmal versuche, die Informationen zu verkaufen. Piper beobachtet Christian, wie dieser zu Lukas geht, um ihn nach den Fotos zu befragen. Christian bietet Lukas Geld, wenn dieser ihm die Wahrheit sage, Lukas willigt ein und verabredet sich mit Christian an einem einsamen Ort. Imo erfährt von Lukas von dem Deal und gibt sein Einverständnis. Piper und seine Leute verfolgen Imo und Carlos, die sich zum Treffpunkt von Lukas und Christian begeben. Imo plant, Lukas und Christian zu töten, es soll so aussehen, als habe Lukas Christian erschossen. Christian und Lukas tauchen auf und tauschen Informationen gegen Geld, als Carlos auf Christian schießt, greift Piper ein und erschießt Imo in einem kurzen Feuergefecht, Carlos, der Christian nur einen Streifschuss verpassen konnte, wird festgenommen. Piper kann dem erbosten Gerres zu dessen Erleichterung die Wahrheit über den angeblichen Bordellbesuch und die Erpressungen berichten. Piper berichtet daraufhin Frau Redders, dass sie nunmehr ihr Geld zurückbekommen wird, Christian wird sich lediglich wegen seiner Selbstjustiz beim Zurückholen eines Teils des Geldes verantworten müssen, für den Schuss auf Imo wird er sich auf Notwehr berufen können.

## Einschaltquote und Hintergrund
Die Folge erreichte bei ihrer Erstausstrahlung 18,70 Mio. Zuschauer und somit einen Marktanteil von 57,00 %. Sie wurde im Januar und Februar 1980 in Bremen, Hamburg und Umgebung gedreht. Die Folge war der zweite Tatort überhaupt, der in Bremen spielte, doch wurde diese nicht von Radio Bremen, sondern vom Norddeutschen Rundfunk produziert. Hans Häckermann, der den ersten Bremer Kommissar Böck verkörperte, spielt hier den Polizeidirektor Gerres. Es war der letzte Fall für Kriminalhauptmeister Henkel (Günther Heising), der vorher in vier Fällen als Assistent von Kommissar Brammer (Knut Hinz) und in Tatort: Alles umsonst als Assistent von Kommissar Nagel (Diether Krebs) ermittelte.

## Kritik
TV Spielfilm bewertete den Film positiv und urteilte: „Trip durch die Hölle der feinen Gesellschaft“.